# کوتا موری
کوتا موری (انگلیسی: Kota Mori؛ زادهٔ ۱۳ ژوئن ۱۹۹۷) بازیکن فوتبال اهل ژاپن است.
از باشگاه‌هایی که در آن بازی کرده‌است می‌توان به باشگاه فوتبال ناگویا گرامپوس اشاره کرد.